# Сапожников, Фёдор Васильевич
Фёдор Васи́льевич Сапо́жников (1910—2008) — инженер-строитель, заместитель министра энергетики и электрификации СССР. Лауреат Сталинской премии.

## Биография
Родился 15 (28 апреля) 1910 года в селе Борки ныне не существующем, (Оренбургский уезд, ныне Шарлыкский район, Оренбургская область) в большой крестьянской семье. Отец Василий Иванович Сапожников погиб в боях Первой мировой войны в августе 1916 года. В июле 1917 года дед отвёз Фёдора в Оренбург и отдал в приют для детей убитых на фронте солдат. К концу 1918 года Фёдора зачислили в профтехучилище, а сразу после окончания он поступил в индустриальный техникум.
После окончания техникума в 1928 году зачислен студентом инженерного факультета МСХА К. А. Тимирязева и после окончания института направлен конструктором во Всесоюзный научно-исследовательский институт электрификации сельского хозяйства. Член ВКП(б) с 1939 года.
В июле 1941 года призван в армию, в сентябре 1941 года по приказу Верховного Главнокомандующего в числе 2000 инженеров откомандирован на строительство оборонных объектов Урала и Сибири. Ему поручили обеспечить демонтаж, погрузку и доставку на Урал оборудования промышленных объектов Владимира, Рыбинска и Ярославля.
Громадный объём работ, жёсткий дефицит времени требовали новых технологических решений. При возведении Челябинской ТЭЦ Ф. В. Сапожниковым предложен метод крупноблочного монтажа оборудования, что сократило срок ввода ТЭЦ в эксплуатацию.
В июне 1944 года назначен руководителем «Севэнергостроя», который занимается восстановлением Ленинградской энергосистемы. В конце 1948 года переведён в Москву руководителем «Главэнергостроя», а с 1959 года назначен начальником «Главэнергопроекта».
В 1962 году министром энергетики и электрификации стал П. С. Непорожний, и Ф. В. Сапожников назначен его заместителем. В этой должности проработал до 1986 года. Последние годы жизни до 2006 года работал в «Научно-техническом совете Минэнерго СССР», руководил «Центром унификации в энергетике».
Умер 6 октября 2008 года. Похоронен в Москве на Троекуровском кладбище, аллея 7Б.

## Трудовая деятельность
Более 70 лет проработал в отечественной теплоэнергетике. При его участии построено и введено в эксплуатацию более 165 млн кВт, что составляло 80 % установленной мощности тепловых и атомных электростанций СССР. Им организованы десятки строительно-монтажных трестов, проектных институтов и заводов, которые сформировали высокоэффективную отрасль энергетического строительства.
Руководил разработкой универсального проекта ТЭС, который положен в основу потока строительства восьми ГРЭС мощностью 1800—2400 МВт, это Бурштынская ГРЭС, Ладыженская ГРЭС, Запорожская ГРЭС, Углегорская ГРЭС, Рязанская ГРЭС, Трипольская ГРЭС, Ставропольская ГРЭС и Краснодарская ГРЭС. Всего с использованием этого проекта построено около пятидесяти электростанций.
Стоял во главе разработки проектов и реализации строительства крупных атомных электростанций в стране, в том числе: Курской, Смоленской, Армянской, Хмельницкой, Чернобыльской, Южно-Украинской, Ровенской и Запорожской АЭС.
По инициативе Ф. В. Сапожникова совершенствовалось не только оборудование, но также методы управления, организация и технология строительного производства. Созданный при его участии поточный метод строительства энергоблоков успешно применён Р. Г. Хенохом при строительстве тепловой и атомной электростанций в Запорожской области, возле города Энергодар.
Один из основателей кафедры «Строительство тепловых электростанций» МИСИ, где читал лекции более 10 лет. Им написан основной учебник «Строительство тепловых электростанций», опубликовано около 30 печатных работ, книг, брошюр и статей. Является автором 9 изобретений. Профессор, доктор технических наук.

## Награды и премии
- Сталинская премия второй степени (1946) — за разработку новых передовых методов скоростного строительства и монтажа котельных агрегатов, осуществлённых при строительстве Челябинской ТЭЦ
- премия Совета Министров СССР — за разработку проекта и строительство Запорожской ГРЭС и АЭС
- заслуженный строитель РСФСР
- почётный энергетик Минэнерго СССР.
- орден «Знак Почета» (1946)
- два ордена Трудового Красного Знамени
- орден Октябрьской Революции
- орден Ленина
- орден «За заслуги» III степени (13 мая 2003 года, Украина) — за личный вклад в укрепление и развитие украинской-российских связей в электроэнергетической отрасли, высокий профессионализм[1]
- медали